# Pierce Mason Butler
Pierce Mason Butler, född 11 april 1798 i Edgefield County i South Carolina, död 20 augusti 1847 i Mexico City, var en amerikansk demokratisk politiker och militär. Han var South Carolinas guvernör 1836–1838. Han stupade i mexikansk–amerikanska kriget.
Butler tjänstgjorde för första gången i USA:s armé mellan 1818 och 1829, då han begärde avsked som kapten.
Butler efterträdde 1836 George McDuffie som South Carolinas guvernör och efterträddes 1838 av Patrick Noble. I mexikansk–amerikanska kriget stupade han som överste i slaget vid Churubusco.